# Districtul Taghit
Taghit este un district din provincia Béchar, Algeria.